# Rosay (Yvelines)
Rosay és un municipi francès, situat al departament d'Yvelines i a la regió de Illa de França. L'any 2007 tenia 365 habitants.
Forma part del cantó de Bonnières-sur-Seine, del districte de Mantes-la-Jolie i de la Comunitat de comunes del Pays Houdanais.

## Demografia

### Població
El 2007 la població de fet de Rosay era de 365 persones. Hi havia 143 famílies, de les quals 24 eren unipersonals (4 homes vivint sols i 20 dones vivint soles), 45 parelles sense fills, 58 parelles amb fills i 16 famílies monoparentals amb fills.
La població ha evolucionat segons el següent gràfic:
Habitants censats

### Habitatges
El 2007 hi havia 190 habitatges, 139 eren l'habitatge principal de la família, 47 eren segones residències i 4 estaven desocupats. 185 eren cases i 3 eren apartaments. Dels 139 habitatges principals, 124 estaven ocupats pels seus propietaris, 10 estaven llogats i ocupats pels llogaters i 4 estaven cedits a títol gratuït; 1 tenia una cambra, 9 en tenien dues, 16 en tenien tres, 34 en tenien quatre i 78 en tenien cinc o més. 111 habitatges disposaven pel capbaix d'una plaça de pàrquing. A 57 habitatges hi havia un automòbil i a 78 n'hi havia dos o més.

### Piràmide de població
La piràmide de població per edats i sexe el 2009 era:
| Homes | Edats   | Dones |
| ----- | ------- | ----- |
| 0     | 95 o +  | 0     |
| 0     | 90 a 94 | 0     |
| 4     | 85 a 89 | 0     |
| 0     | 80 a 84 | 4     |
| 0     | 75 a 79 | 8     |
| 0     | 70 a 74 | 4     |
| 20    | 65 a 69 | 8     |
| 8     | 60 a 64 | 20    |
| 8     | 55 a 59 | 16    |
| 8     | 50 a 54 | 8     |
| 12    | 45 a 49 | 12    |
| 16    | 40 a 44 | 20    |
| 20    | 35 a 39 | 20    |
| 12    | 30 a 34 | 4     |
| 24    | 25 a 29 | 16    |
| 4     | 20 a 24 | 8     |
| 8     | 15 a 19 | 4     |
| 8     | 10 a 14 | 16    |
| 4     | 5 a 9   | 4     |
| 16    | 0 a 4   | 16    |

## Economia
El 2007 la població en edat de treballar era de 248 persones, 189 eren actives i 59 eren inactives. De les 189 persones actives 182 estaven ocupades (99 homes i 83 dones) i 7 estaven aturades (2 homes i 5 dones). De les 59 persones inactives 24 estaven jubilades, 11 estaven estudiant i 24 estaven classificades com a «altres inactius».

### Ingressos
El 2009 a Rosay hi havia 152 unitats fiscals que integraven 382 persones, la mediana anual d'ingressos fiscals per persona era de 25.407,5 €.

### Activitats econòmiques
Dels 15 establiments que hi havia el 2007, 1 era d'una empresa extractiva, 1 d'una empresa de fabricació d'altres productes industrials, 3 d'empreses de construcció, 2 d'empreses de comerç i reparació d'automòbils, 2 d'empreses d'hostatgeria i restauració, 2 d'empreses immobiliàries, 2 d'empreses de serveis i 2 d'empreses classificades com a «altres activitats de serveis».
Dels 4 establiments de servei als particulars que hi havia el 2009, 1 era un paleta, 1 electricista, 1 restaurant i 1 agència immobiliària.
L'any 2000 a Rosay hi havia 4 explotacions agrícoles.

## Equipaments sanitaris i escolars
El 2009 hi havia una escola elemental.

## Poblacions més properes
El següent diagrama mostra les poblacions més properes.